# Werner Klebba
Werner Eduard Klebba (Rastenburg, nu: Kętrzyn, 6 oktober 1885 – Berlijn, 28 april 1961) was een Duitse componist en dirigent. Hij was een zoon van het echtpaar Agathon Ferdinand Klebba en Berta, geboren Wittke. Voor bepaalde werken gebruikte hij het pseudoniem: Will Fanta.

## Levensloop
Klebba studeerde vanaf 1903 muziektheorie, piano, compositie en orkestdirectie aan het Stern'sches Konservatorium in Berlijn bij Alfred Michel, Amadeus Wandelt, Arno Kleffel en Philipp Rüfer. Zijn debuut als dirigent maakte hij met de Berliner Philharmoniker. Na het behalen van zijn diploma's werkte hij als dirigent en als freelance componist.
Ook zijn oudere zuster Gertrud Klebba was met muziek bezig, zij was zangeres. 

## Composities

### Werken voor harmonieorkest
- 1958: - Hubertus-Marsch
- 1959: - Sterne von Europa
- 1960: - Hohentwiel